# Hospício Cabañas
O Hospício Cabañas (oficialmente: Instituto Cultural Cabañas), localizado em Guadalajara, Jalisco, no México, é um Património Mundial e um dos maiores e mais antigos hospitais na América Hispânica.
O complexo foi fundado em 1791 pelo bispo de Guadalajara para cuidar e dar abrigo desavantajados - orfãos, idosos, deficientes e doentes crónicos. O interior da capela foi decorado no século XX com frescos monumentais de José Clemente Orozco, incluindo uma das suas mais belas obras, "El Hombre de Fuego" (1936-1939).

## História

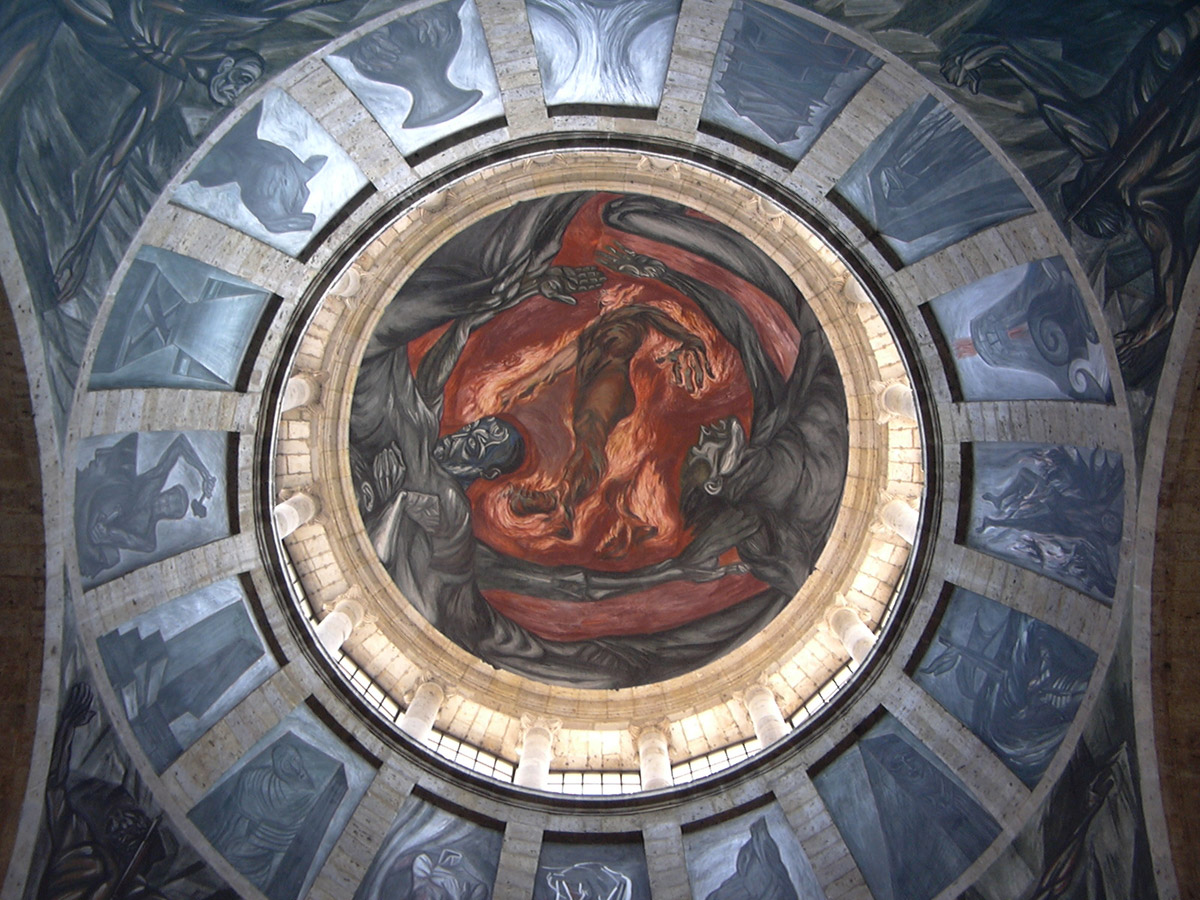
"El Hombre de Fuego"

A história do Hospício tem início com a chegada do bispo Juan Cruz Ruiz de Cabañas y Crespo à capital da Nova Galícia. O primeiro projeto do bispo foi criar um instituto para os órfãos e idosos que também funcionasse como um centro de aprendizagem. Para tal, o arquiteto Manuel Tolsá, um dos maiores de seu tempo, foi convidado para elaborar o projeto, que se iniciou em 1805. Em 1810, foi inaugurado o edifício com a denominação de "Casa da Misericórdia", porém logo foi transformada em quartel provisório por conta da Guerra da Independência.
Em 1829, passada a Guerra, o edifício foi recuperada e reassumiu sua função original. Contudo, o prédio foi concluído somente em 1845, e passou a se chamar oficialmente Hospício Cabañas em homenagem ao seu idealizador. Em 1910, foi novamente abrigou cerca de 770 desabrigados pela Revolução Mexicana. O Hospício Cabañas funcionou por mais 70 anos, até que em 1980 encerrou suas atividades.
Foi reaberto em 1983 como sede do Instituto Cultural Cabañas, que busca a promoção cultural da região. Atualmente, o prédio possui 23 pátios, 106 quartos e 2 capelas, uma área total de 23.447 m². O Instituto conserva as obras de José Clemente Orozco e Mathias Goeritz, entre outros.